# Les Grands Moments (album, 1996)
Pour les articles homonymes, voir Les Grands Moments.
Albums de Michel Sardou
Olympia 95 Salut
Les Grands Moments est une compilation de Michel Sardou parue le 18 octobre 1996. Retraçant l'ensemble de sa carrière discographique, elle s'écoule à près de 560 000 exemplaires lors de sa sortie. La compilation a été certifiée disque de platine en décembre 1997 et double disque de platine en mai 2001.

## Liste des titres
| 1.  | Les Ricains                    | Michel Sardou                  | Guy Magenta                    | 2:11 |
| 2.  | Les Bals populaires            | Michel Sardou - Vline Buggy    | Jacques Revaux                 | 3:04 |
| 3.  | Petit                          | Michel Sardou                  | Jacques Revaux                 | 2:50 |
| 4.  | Un enfant                      | Michel Sardou                  | Jacques Revaux                 | 3:26 |
| 5.  | J'habite en France             | Michel Sardou - Vline Buggy    | Jacques Revaux                 | 2:47 |
| 6.  | Et mourir de plaisir           | Michel Sardou - Vline Buggy    | Jacques Revaux                 | 2:54 |
| 7.  | Le Rire du sergent             | Michel Sardou - Yves Dessca    | Jacques Revaux                 | 3:05 |
| 8.  | Les Vieux Mariés               | Michel Sardou - Pierre Delanoë | Jacques Revaux                 | 3:37 |
| 9.  | Le Surveillant général         | Michel Sardou                  | Jacques Revaux                 | 2:50 |
| 10. | La Maladie d'amour             | Michel Sardou - Yves Dessca    | Jacques Revaux                 | 3:29 |
| 11. | Le Curé                        | Michel Sardou - Pierre Delanoë | Jacques Revaux                 | 3:28 |
| 12. | Les Villes de solitude         | Michel Sardou - Pierre Delanoë | Jacques Revaux                 | 3:59 |
| 13. | Je veux l'épouser pour un soir | Michel Sardou - Claude Lemesle | Jacques Revaux                 | 3:46 |
| 14. | Une fille aux yeux clairs      | Michel Sardou - Claude Lemesle | Jacques Revaux                 | 2:41 |
| 15. | Le Temps des colonies          | Michel Sardou - Pierre Delanoë | Jacques Revaux                 | 3:06 |
| 16. | Le France                      | Michel Sardou - Pierre Delanoë | Jacques Revaux                 | 3:53 |
| 17. | J'accuse                       | Michel Sardou - Pierre Delanoë | Jacques Revaux                 | 3:57 |
| 18. | Je vais t'aimer                | Gilles Thibaut                 | Jacques Revaux - Michel Sardou | 5:25 |
| 19. | Dix ans plus tôt               | Michel Sardou - Pierre Billon  | Jacques Revaux                 | 4:55 |
| 20. | En chantant                    | Michel Sardou - Pierre Delanoë | Toto Cutugno                   | 3:53 |
| 21. | Je vole                        | Michel Sardou - Pierre Delanoë | Michel Sardou                  | 4:59 |

| 1.  | Comme d'habitude                 | Claude François - Gilles Thibaut   | Jacques Revaux - Claude François       | 4:06 |
| 2.  | Je vous ai bien eus              | Michel Sardou - Pierre Delanoë     | Jacques Revaux                         | 3:53 |
| 3.  | La Java de Broadway              | Michel Sardou - Pierre Delanoë     | Jacques Revaux                         | 4:05 |
| 4.  | La Vieille                       | Michel Sardou - Gilles Thibaut     | Jacques Revaux                         | 3:20 |
| 5.  | Les Lacs du Connemara            | Michel Sardou - Pierre Delanoë     | Jacques Revaux                         | 5:59 |
| 6.  | Je viens du sud                  | Michel Sardou - Pierre Delanoë     | Jacques Revaux                         | 4:02 |
| 7.  | Être une femme                   | Michel Sardou - Pierre Delanoë     | Jacques Revaux - Pierre Billon         | 4:12 |
| 8.  | Il était là (Le Fauteuil)        | Michel Sardou - Pierre Delanoë     | Jacques Revaux                         | 4:12 |
| 9.  | Afrique adieu                    | Michel Sardou                      | Michel Sardou - Jacques Revaux         | 6:38 |
| 10. | Vladimir Ilitch                  | Michel Sardou - Pierre Delanoë     | Jacques Revaux - Jean-Pierre Bourtayre | 4:38 |
| 11. | Rouge                            | Michel Sardou - Didier Barbelivien | Jacques Revaux                         | 4:10 |
| 12. | Les Deux Écoles                  | Michel Sardou - Pierre Delanoë     | Jacques Revaux                         | 3:23 |
| 13. | Chanteur de jazz                 | Michel Sardou - Jean-Loup Dabadie  | Jacques Revaux - Jean-Pierre Bourtayre | 4:40 |
| 14. | Musulmanes                       | Michel Sardou                      | Jacques Revaux - Jean-Pierre Bourtayre | 6:18 |
| 15. | Le Bac G                         | Michel Sardou                      | Jean-Pierre Bourtayre                  | 3:51 |
| 16. | Selon que vous serez, etc., etc. | Michel Sardou                      | Jean-Pierre Bourtayre                  | 4:18 |
| 17. | Putain de temps                  | Michel Sardou - Didier Barbelivien | Jean-Pierre Bourtayre                  | 3:52 |